# Bombylius massaurensis
Bombylius massaurensis är en tvåvingeart som beskrevs av Greathead 1967. Bombylius massaurensis ingår i släktet Bombylius och familjen svävflugor. Inga underarter finns listade i Catalogue of Life.